# Non coupable (film)
Pour les articles homonymes, voir Non coupable.
Pour plus de détails, voir Fiche technique et Distribution.
Non coupable est un film français réalisé par Henri Decoin, sorti en 1947.

## Synopsis
Michel Ancelin (Michel Simon) est un médecin qui a plongé dans l'alcoolisme. Dans sa déchéance, plus il subit le regard moqueur des gens, plus il se hait jusqu'à cette nuit où conduisant en état d'ivresse, il renverse et tue un motocycliste, devant les yeux effarés de Madeleine Bodin (Jany Holt), sa maîtresse. Il maquille le méfait en déplaçant le cadavre et la moto puis en enlevant l'ampoule du phare, pour faire croire à un banal et malheureux accident de la route. Il efface les traces de freinage de la voiture. Tout fonctionne à merveille, et la police classe l'affaire sans suite. Un détail anodin, la perte d'une bague en or que portait Madeleine, va venir tout bousculer dans ce couple apparemment sans histoires, et une série de drames vont s'ensuivre.

## Fiche technique
- Titre : Non coupable
- Réalisation : Henri Decoin
- Scénario et dialogues : Marc-Gilbert Sauvajon
- Photographie : Jacques Lemare
- Décors : Émile Alex
- Son : Robert Teisseire
- Musique : Marcel Stern
- Montage : Annick Millet
- Producteur : Alexandre Mnouchkine
- Production : Les Films Ariane (France)
- Tournage : du 29 janvier au 11 avril 1947
- Format : Son mono - Noir et blanc - 35 mm  - 1,37:1
- Pays :  France
- Genre : Comédie dramatique
- Durée : 95 minutes (1 h 35)
- Dates de sortie : 
  -  France : 24 septembre 1947

## Distribution
- Michel Simon : Docteur Ancelin
- Jany Holt : Madeleine Bodin
- Georges Bréhat : Aubignac, le journaliste
- Jean Debucourt : L'inspecteur Chambon
- Jean Wall : Docteur Dumont
- François Joux : Le lieutenant Louvet
- Ariane Muratore : Madame Bastard, la mère de la petite malade
- Christiane Delacroix : La patronne du café Chez Gustave
- Charles Vissières : L'antiquaire
- Pierre Juvenet : Gillois, le notaire
- Robert Dalban :	Gustave, le patron du café
- Henri Charrett : L'inspecteur Noël
- Émile Chopitel : Tournier
- Max Tréjean
- Jean Brunel : Rifardont
- André Darnay : Maître Corneau
- Jean Sylvère : Un ami du Docteur Ancelin  (non crédité)
- Le chat : Domingo

## Autour du film
- Tournage à Chartres : avenue d'Aligre, rue du docteur-Maunoury, place Marceau, rue de la Tannerie, rue des Changes, rue des Grenets[1].
- Christophe Gans a un temps envisagé de réaliser un remake de ce film avec Albert Dupontel, sans succès.[réf. nécessaire]